# Chmelná
Obec Chmelná leží v okrese Benešov. Žije zde 153 obyvatel.
Ve vzdálenosti 9 km severozápadně leží město Vlašim, 26 km severozápadně město Benešov, 29 km jihovýchodně město Humpolec a 29 km východně město Světlá nad Sázavou.

## Historie
První písemná zmínka o obci pochází z roku 1375.

### Územněsprávní začlenění
Dějiny územněsprávního začleňování zahrnují období od roku 1850 do současnosti. V chronologickém přehledu je uvedena územně administrativní příslušnost obce v roce, kdy ke změně došlo:
- 1850 země česká, kraj Pardubice, politický okres Ledeč, soudní okres Dolní Kralovice[4]
- 1855 země česká, kraj Čáslav, soudní okres Dolní Kralovice
- 1868 země česká, politický okres Ledeč, soudní okres Dolní Kralovice
- 1939 země česká, Oberlandrat Německý Brod, politický okres Ledeč nad Sázavou, soudní okres Dolní Kralovice[5]
- 1942 země česká, Oberlandrat Tábor, politický okres Ledeč nad Sázavou, soudní okres Dolní Kralovice[6]
- 1945 země česká, správní okres Ledeč nad Sázavou, soudní okres Dolní Kralovice[7]
- 1949 Pražský kraj, okres Vlašim[8]
- 1960 Středočeský kraj, okres Benešov
- 2003 Středočeský kraj, okres Benešov, obec s rozšířenou působností Vlašim

## Doprava
Dopravní síť
- Pozemní komunikace – Do obce vede silnice III. třídy.

- Železnice – Železniční trať ani stanice na území obce nejsou.

Veřejná doprava 2012
- Autobusová doprava – Do obce vedly autobusové linky Vlašim-Načeradec,Horní Lhota (v pracovních dnech 4 spoje), Vlašim-Čechtice-Ledeč nad Sázavou (v pracovních dnech 1 spoj z Vlašimi) a Načeradec-Čechtice (v pracovních dnech 1 spoj do Čechtic) (dopravce ČSAD Benešov, a. s.). O víkendech byla obec bez dopravní obsluhy.